# Pohja-Kopo
Pohja-Kopo är en klippa i Finland.   Den ligger i kommunen Nystad i den ekonomiska regionen Nystadsregionen och landskapet Egentliga Finland, i den sydvästra delen av landet, 210 km väster om huvudstaden Helsingfors.
Terrängen runt Pohja-Kopo är mycket platt. Havet är nära Pohja-Kopo västerut.  Närmaste större samhälle är Nystad, 13,2 km nordost om Pohja-Kopo. 